# Félix Savary
Félix Savary (Paris, 4 de outubro de 1797 — Estagel, 15 de julho de 1841) foi um astrônomo francês.
Savary estudou na École Polytechnique, tendo sido posteriormente professor de astronomia. Foi bibliotecário do Bureau des Longitudes entre 1823 e 1829, e foi eleito para a Academia de Ciências Francesa em 24 de dezembro de 1832.
Em seu trabalhos  Mémoire sur les orbites des étoiles doubles e Sur la détermination des orbites que décrivent autour de leur centre de gravité deux étoiles très rapprochées l'une de l'autre, ambos publicados em 1827, Savary foi o primeiro a utilizar as observações de uma estrela binária para calcular a órbita de uma estrela componente com a outra. Ele aplicou este método para a estrela ξ Ursae Majoris.
Savory trabalhou com André-Marie Ampère, publicando em 1823 o trabalho Mémoire sur l'application du calcul aux phénomènes électro-dynamiques.
Foi o primeiro a obter a fórmula de Euler-Savary em sua forma atual.